# South Apopka
South Apopka es un lugar designado por el censo ubicado en el condado de Orange en el estado estadounidense de Florida. En el Censo de 2010 tenía una población de 5.728 habitantes y una densidad poblacional de 934,74 personas por km².

## Geografía
South Apopka se encuentra ubicado en las coordenadas 28°39′46″N 81°30′52″O / 28.66278, -81.51444. Según la Oficina del Censo de los Estados Unidos, South Apopka tiene una superficie total de 6.13 km², de la cual 5.9 km² corresponden a tierra firme y (3.72%) 0.23 km² es agua.

## Demografía
Según el censo de 2010, había 5.728 personas residiendo en South Apopka. La densidad de población era de 934,74 hab./km². De los 5.728 habitantes, South Apopka estaba compuesto por el 26.87% blancos, el 64.12% eran afroamericanos, el 0.54% eran amerindios, el 0.47% eran asiáticos, el 0.03% eran isleños del Pacífico, el 5.95% eran de otras razas y el 2.01% pertenecían a dos o más razas. Del total de la población el 17.69% eran hispanos o latinos de cualquier raza.